# Hynčice (Vražné)
Hynčice (tyska: Heinzendorf) är en by i östra Tjeckien. Byn ligger i kommunen Vražné i distriktet Nový Jičín i regionen Mähren-Schlesien.